# Globicephala melas

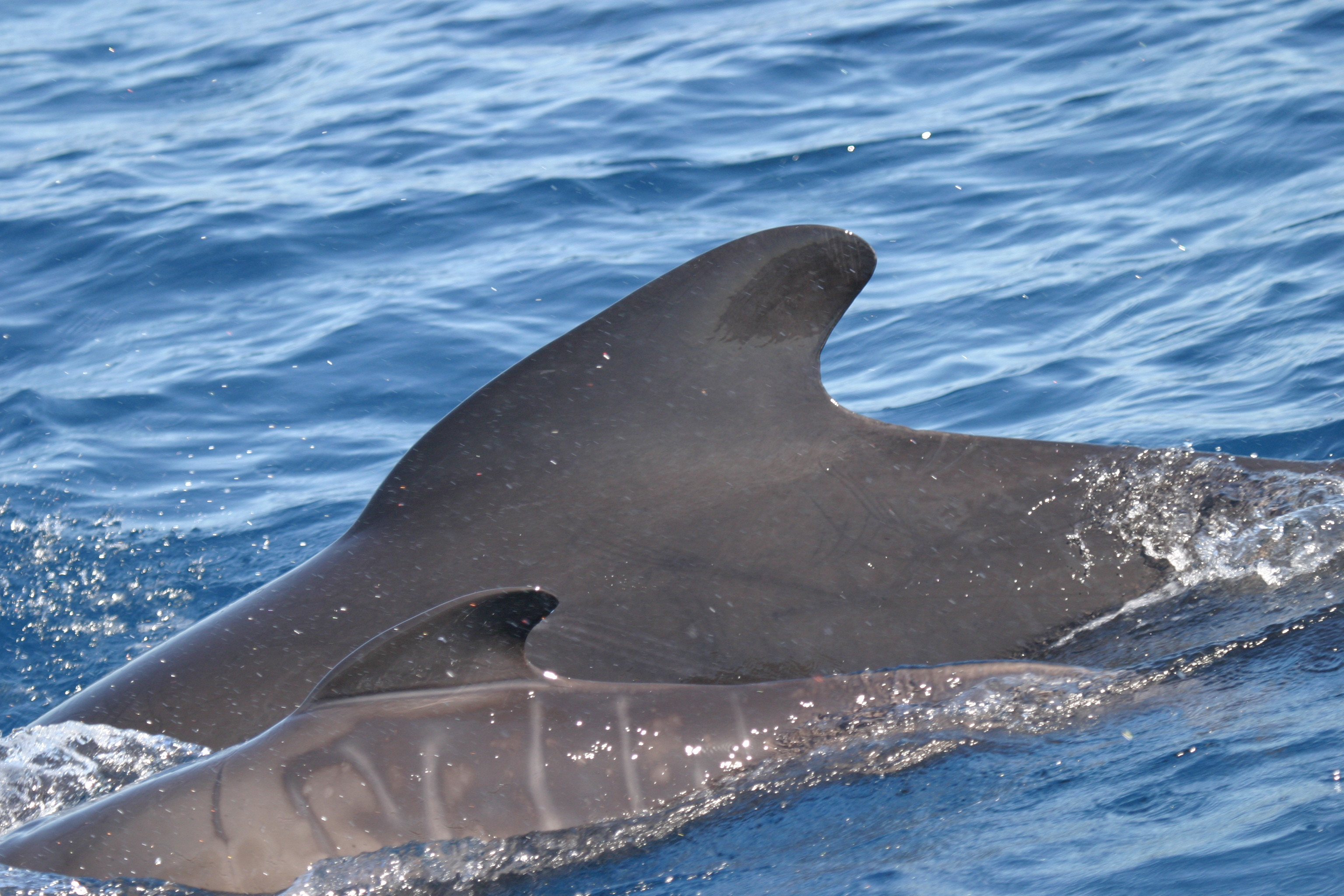
Calderón común adulto y cría. Se aprecian las coloraciones y marcas de nacimiento

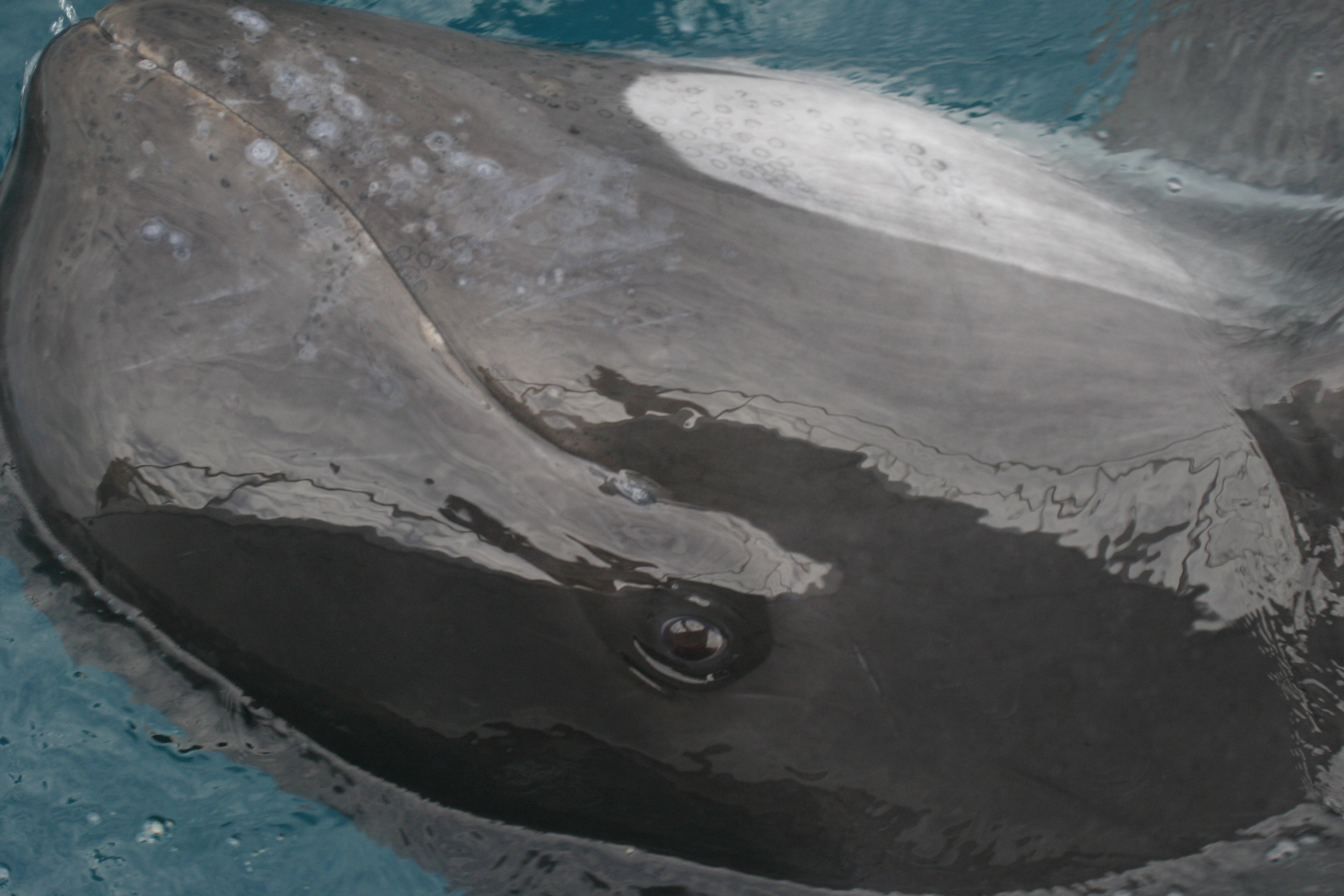
Marcas de calamares en la boca de un calderón común.

El calderón común o ballena piloto de aleta larga (Globicephala melas) es una especie de cetáceo odontoceto de la familia Delphinidae. Junto al calderón tropical o de ala corta (Globicephala macrorhynchus) integran el género Globicephala. Es uno de los delfínidos más grandes del Mediterráneo, pero es más abundante en los océanos Atlántico, Pacífico e Índico. Es muy fácil de reconocer por su coloración negra azabache con una única mancha ventral blanca en forma de ancla y la característica cabeza globosa que explica la denominación con la que se le conoce popularmente. La aleta dorsal tiene forma de hoz, se ubica cerca de la cabeza y se orienta hacia atrás; las aletas pectorales son de color negro y muy largas. Este cetáceo presenta un dimorfismo sexual: los adultos machos tiene una longitud de 6 m a 7,6 m y las hembras de 5 m a 5,6 m, y alcanzan un peso que fluctúa entre los 1.800 y 3.500 kg. Las crías miden entre 1,8 y 2 metros y pesan unos 75 kg al nacer.. Cuando nacen, tienen una coloración gris clara y características marcas fetales a lo largo del cuerpo. También resalta por ser uno de los pocos animales que posee un número de neuronas neocorticales superior a la del ser humano, con 37.500.000.000, en un área que determina la percepción, la imaginación, el pensamiento, el juicio y la decisión, y que, por ende, está estrechamente vinculado a la inteligencia.

## Distribución y población
Habita las zonas templadas y subárticas de ambos hemisferios, en aguas oceánicas y algunas aguas costeras de los océanos Atlántico, Pacífico, Índico, el mar Mediterráneo. Previamente existían al occidente del océano Pacífico Norte, donde parece estar ausente actualmente. Existe una población subantártica en el Hemisferio Sur, que llega hasta los 68°S y que parece estar aislada de la población del Norte. No se han realizado estimados totales de la población global. El número de individuos se ha calculado en 750.000 al noreste y el centro del Atlántico Norte y 200.000 en la población subantártica y 31 en el Mar del Norte occidental. Para 2008 fue catalogado en la Lista Roja de la UICN como especie con datos insuficientes a nivel mundial (Data deficient DD) debido a la carencia de información sobre el tamaño de su población y su distribución espacial, así como sobre sus tendencias. Sin embargo, se realizan evaluaciones de poblaciones locales, o unidades de gestión de los mismos, como, por ejemplo, el caso de las poblaciones de calderón común del Mediterráneo. 

### Población del mar Mediterráneo
El calderón común ha sido ampliamente estudiado en el mar Mediterráneo. Su distribución espacial está comprendida principalmente entre las aguas del cabo de Palos y el estrecho de Gibraltar. Sus efectivos contarían con alrededor de 3.000 a 4.000 individuos, reunidos en clanes. Se conocen de momento los clanes del estrecho de Gibraltar, que constarían de cerca de 300 individuos y que estarían asociados a las aguas de mayor pendiente del Estrecho; el clan del Seco de los Olivos-monte Dibouti, asociado a aguas de grandes profundidades cerca de los 1000 metros, en aguas de Granada y Almería, y probablemente dos clanes en aguas de la Región de Murcia. Un primer clan, asociado a los cañones de Cartagena y Garrucha, y otro a las aguas templadas del parque natural de Cabo de Gata-Níjar. Se pueden encontrar también calderones comunes en la zona comprendida entre Mónaco, Italia y Francia, en pleno santuario de cetáceos de Pelagos.  

### Unidades de gestión
Actualmente existen 4 unidades de gestión detectadas en las poblaciones del Mediterráneo.

## Comportamiento y cultura

### Estructura social
Son animales muy sociales, viven en estructuras matrilineales, conformadas por unos 12-17 individuos. Estas familias forman los clanes, que pueden llegar hasta los 250-300 individuos. Estos clanes son genética y culturalmente muy parecidos. Los individuos permanecen con sus madres durante toda la vida (estructura matrilineal). Los padres no suelen estar en estos clanes (estarían en otros clanes, lo que aseguraría una transmisión genética fuera del grupo social). Se desconoce si son también matriarcales, al no existir dispersión filopática de los machos (como es el caso en los cachalotes). Este tipo de estructuras asegura, por un lado, una transmisión genética entre clanes (que se encontrarían aleatoriamente en sus zonas de distribución, y, por otro, asegura una transmisión cultural (entendida como una transmisión del compendio de conocimientos entre individuos) en el seno de la familia matrilineal, es decir, que los conocimientos (estrategias de caza, defensa contra depredadores, lenguaje) se quedarían en el seno de la familia, lo que daría una ventaja competitiva, desde un punto de viste evolutivo, a los conocimientos de las propias familias. Hasta el momento se han realizado estudios de detalle en el Mar de Alborán y el Estrecho de Gibraltar (Mediterráneo) de este tipo de estructuras.

### Visión
Los cetáceos odontocetos tienen una visión adaptada tanto fuera como dentro del agua gracias al sistema ocular. Por otro lado, tienen desarrollados sistemas acústicos que les permiten ver en el agua a largas distancias. 

### Reproducción
Las hembras llegan a la madurez cuando alcanzan los 3,7 m y los 6 a 7 años de edad, mientras que los machos requieren llegar a los 4,6 m y los 12 años de edad. La gestación se prolonga por espacio de 12 a 15 meses, con un periodo entre cada embarazo de entre 3 a 5 años. Las crías miden en promedio 1,8 metros al nacer y pesan unos 102 kg. La crianza dura hasta 22 meses. 

### Alimentación
Las inmersiones de cacería, cuando buscan calamares o peces, pueden durar más de 15-20 minutos. Son capaces de sumergirse a profundidades de 1200 metros. Los calderones comunes son carnívoros, se alimentan principalmente de moluscos y peces, consumiendo alrededor de 34 kg al día. Calamares como Logio pealei e Illex illecebrous son sus favoritos, junto con peces como la caballa, el arenque del Atlántico, el bacalao y el rodaballo.

### Comunicación
Los calderones comunes tienen un complejo compendio de sonidos, que son típicos de sus clanes. También son grandes imitadores de sonidos, con registros de imitación de otras especies, de sonares o de ruido de motores.

## Amenazas
El compendio de amenazas sobre la especie a nivel mundial sería muy diverso. La primera de estas amenazas sería el desconocimiento científico a nivel global que se tiene sobre la especie, como demuestra su evaluación como DD (Data Deficient) que está incluida a nivel mundial en la Lista Roja de la UICN. Esto hace que no se tengan definidos planes de gestión para esta especie en países donde reside y, por tanto, no se apliquen medidas de conservación y seguimiento directas. Actualmente, que conozcamos, no existe publicado en los ordenamientos jurídicos ningún plan de conservación para los calderones comunes. Sin embargo, existe una propuesta de plan de conservación para la especie a nivel del Mediterráneo español, presentada en una tesis doctoral. Las amenazas más comunes, a día de hoy, serían las colisiones con embarcaciones, las actividades de pesca recreativa, las actividades turísticas en sus zonas de distribución, como el avistamiento de cetáceos (tanto de forma comercial, como de forma oportunista), la contaminación química, la investigación descontrolada y descoordinada, en algunas zonas la alteración de sus hábitats y la sobrepesca. Los varamientos masivos son comunes en zonas como Australia y Nueva Zelanda. Por otro lado, las epidemias serían otro peligro. Si bien estas son algo común en la naturaleza, la sincronía con el resto de amenazas podría poner en peligro su recuperación, o podrían acrecentar las mismas, como es el caso de las poblaciones del Mediterráneo. Finalmente, otra de las amenazas sería la caza ballenera.

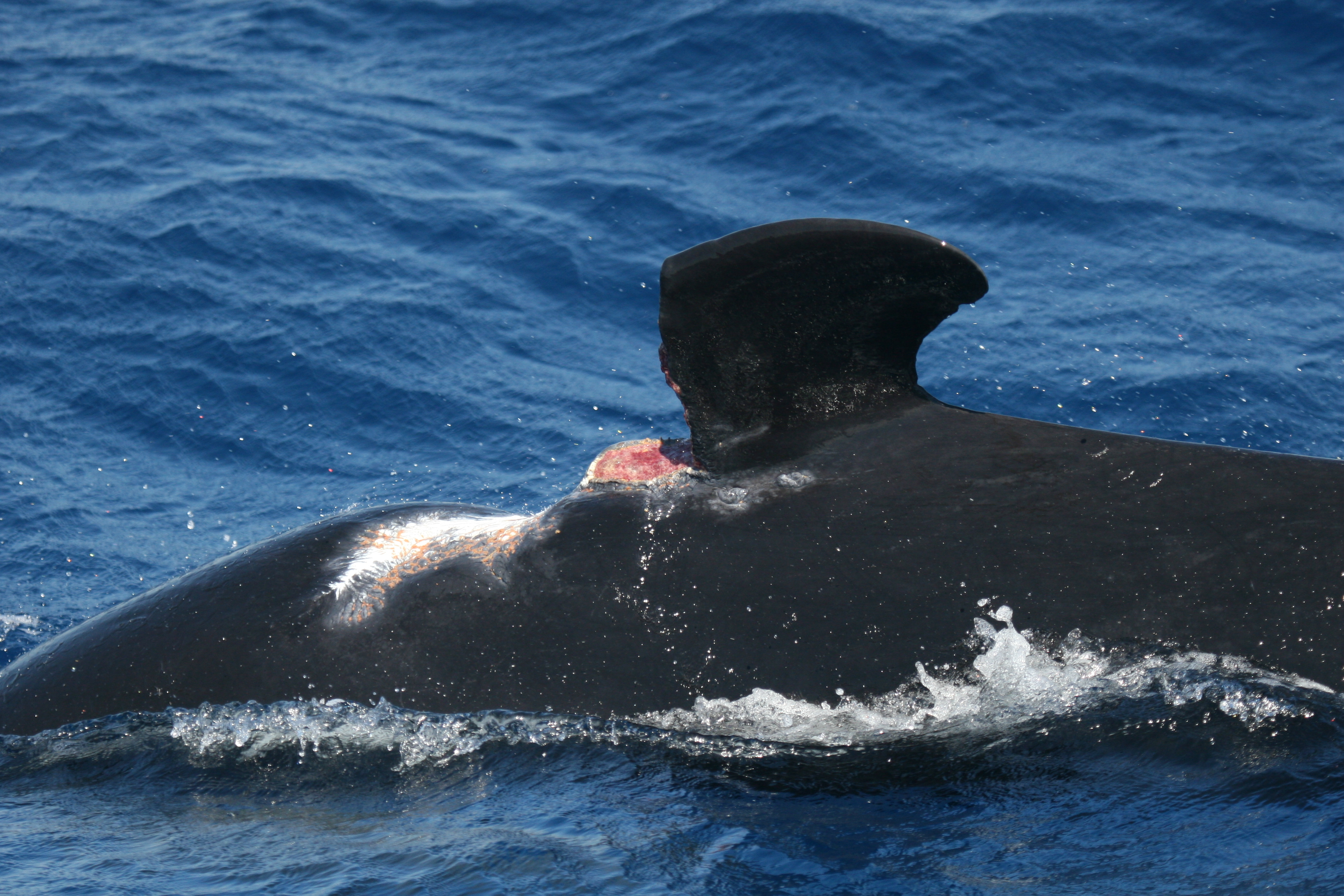
Calderón herido una línea de pesca de pescadores al curricán en el Estrecho.

### Actividades de avistamiento de cetáceos
Se han detectado impactos negativos a 3 niveles. Por un lado a nivel comportamental, por otro lado a nivel de dinámica de poblaciones. La actividad comercial tiene beneficios, tanto a nivel ecológico, como a nivel social, de investigación y económico. La actividad es  responsable de incontables estudios científicos Sin embargo, recientes estudios demuestran que si la actividad viene unida a otros impactos negativos, y no existe un programa de conservación y gestión obligatorio (no códigos éticos), las poblaciones podrían verse afectadas a nivel de dinámica de población. Este impacto vendría explicado por los cambios de comportamiento que ocasionarían las embarcaciones, que disminuiría la actividad social y cultural normal de la especie. Estos cambios comportamentales, unidos a inmunodepresión debida,, por ejemplo, a la alta contaminación de la especie, impactaría en las tasas de natalidad, o les impediría recuperarse de posibles enfermedades.

### Actividades de pesca recreativa (Estrecho de Gibraltar)
Uno de los mayores problemas que tienen los calderones comunes en el Estrecho de Gibraltar son las actividades de pesca recreativa.

### Contaminación química y acústica
Respecto al consumo humano de carne de calderón, se han sugerido algunos potenciales riesgos para la salud debido a la presencia de algunos metales tóxicos para el hombre, tales como el mercurio y el cadmio, carcinógenos como policlorobifenilos (PCB) y otros organoclorados, así como restos de DDT y dieldrín. Aunque los niveles hallados de la mayoría de estas toxinas se mantuvieron dentro del rango normal, no fue el caso del PCB y otros organoclorados, que alcanzaron niveles tóxicos relacionados directamente con la edad en los machos. Cabe mencionar que esta relación es inversa en las hembras maduras, probablemente debido al traspaso de las toxinas de la madre a las crías durante el embarazo y la lactancia, como ocurre en los delfines nariz de botella.

### Varamientos masivos
Cuando esto ocurre, a menudo se debe a haberse desorientado y separado del grupo. Son animales gregarios, con una gran cohesión social, y una vez aislados del grupo, son muy vulnerables. En general, todos los cetáceos -cuando se hallan lejos de su área normal de distribución- sufren las condiciones ecológicas desfavorables y su inadaptación, provocando su muerte por varamiento antes o después. Respecto al varamiento, se ha sugerido que una de las fuentes de desorientación que afectan a los calderones es la contaminación auditiva en las profundidades. Aunque aún no se ha concluido qué efectos concretos pueda tener esta variable en el comportamiento de estos animales, un estudio en los calderones comunes del Mediterráneo encontró variaciones significativas en las vocalizaciones producidas por estos animales en presencia de las emisiones de sonar militar, las cuales dominaban el entorno acústico.

### Explotación comercial
Actualmente, esta especie está protegida a través del Convenio de Bonn en su anexo IV, lo cual ha detenido en gran medida su explotación. Sin embargo, la caza de la especie fue extendida y de larga data. Algunos países europeos donde el Calderón fue cazado son Noruega, Groenlandia, Islandia y Escocia. En el Atlántico Oeste, la explotación del Calderón se concentró en la Isla de Terranova entre 1947 y 1964, donde se estima una cima de extracción cercana al rango de los 3,000 a 10,000 ejemplares, en 1956. Debido a la ostensible reducción de la población, en 1970 cesó la caza de esta especie. También en el Cabo Cod, desde mediados de 1700 hasta 1920, se desarrolló una importante industria pesquera basada en la caza del Calderón. 
Solo de manera tradicional, la explotación del calderón continúa en las Islas Feroe, famosas a nivel mundial por la gran industria pesquera centrada en la captura anual de esta especie (se estima a lo menos 250 ejemplares, lo que por sí solo constituye el 0,03 % de la población del Atlántico norte estimada de la especie). Más allá del real impacto de esta cacería sobre la población total del Calderón, el archipiélago feroés ha estado en el centro de la polémica ecologista por los medios de captura, considerados por muchos como "brutales" ( se utilizan, entre otros elementos, ganchos y garrotes), imagen reforzada por el impactante espectáculo del mar enrojecido en varios kilómetros con la sangre de estos animales. A la polémica se suma el hecho de que esta caza "tradicional" es posible debido al comportamiento del calderón, el cual se acerca voluntariamente a los humanos.